# Szent Áron-kápolna
A Szent Áron-kápolna (Chapelle Saint-Aaron) Saint-Malo egyik katolikus temploma, amely a város legmagasabb pontján áll.
A kápolnát 1621-ben szentelték fel egy 15. században emelt templom helyén, és arról a remetéről nevezték el, aki a 6. században érkezett a mai Saint-Malo területére. Szent Áronról csak annyi tudható, ami a helyi hagyományokban fennmaradt, ő volt az első remete a területen, aki fogadta a mai Angliából érkező Szent Malót. Áron  halálát 552-re teszik, ezután lett Malo az akkori Aletum, a mai Saint-Malo első püspöke. 1902-ben, a Lycée Institution Saint-Malo - La Providence terjeszkedése miatt a kápolna környezetét beépítették.